# Meira (Lugo)
Meira es una villa de la provincia de Lugo en Galicia (España). Es la capital de la comarca de Meira, y está situada al noreste de la provincia, entre la Tierra Llana y las Sierras Orientales, al oeste de la sierra de Meira.

## Geografía humana

### Organización territorial
El municipio está formado por treinta y nueve entidades de población distribuidas en dos parroquias:
- Meira (Santa María)
- Seijosmil[3]

### Demografía
Cuenta con una población de 1756 habitantes (INE 2024).
| Gráfica de evolución demográfica de Meira entre 1842 y 2021 |
| |
| Población de derecho según los censos de población del INE Población de hecho según los censos de población del INEEntre el censo de 1940 y el anterior, disminuye el término del municipio porque independiza a 27053 (Ribera de Piquín) |

## Festividades
Las fiestas más populares son las de candelas, carnaval, corpus, Santa María (el 15 de agosto), San Roque y la Festa da Malla.

## Galería de imágenes

Imágenes de Meira
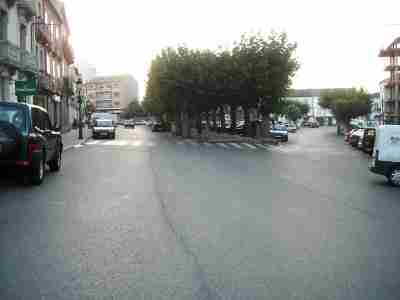
La alameda de Meira, en el centro de la villa.
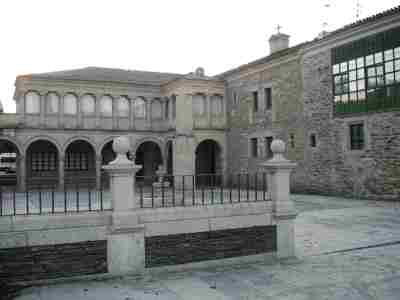
Parte trasera de la actual casa del Ayuntamiento de Meira.
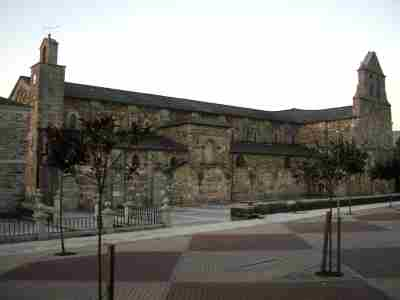
Lateral de la colegiata de Sta. María en Meira.